# Canal de Sankey
Le canal de Sankey (Sankey Canal en anglais) est un canal en Angleterre qui relie Manchester à la Mer d'Irlande et Liverpool.

## Histoire
Ouvert en 1757, il permettait faire passer d'un côté la production des mines de charbon du Lancashire vers les chaudières à raffiner le sel sur la côte et de l'autre les produits du port, en particulier le sucre qui était ensuite raffiné au Sankey Sugar Works, sur un site nécessitant du charbon pour raffiner le sucre.
En 1754, le conseil des communautés de Liverpool demanda une étude sur le niveau des eaux du ruisseau Sankey, effectuée par Henry Berry, qui avait accompagné Thomas Steers dans les travaux de modernisation du port de Liverpool, puis constitua la société en 1755.
Deux des propriétaires, John Ashton et John Blackburne, ont alors des entreprises de travaux salins, l'un ayant aussi des terres autour du ruisseau Sankey. Ils s'associent à des brasseurs et des verriers. Tous ces entrepreneurs ont besoin de charbon pour leurs fours ou leurs chaudières à raffiner le sel ou le sucre.
L'achèvement du canal en 1757 forme un triangle sel-charbon-installations portuaires, autour de Liverpool, avec la Navigation Douglas et la Mersey and Irwell Navigation.  Dix ans après, 90 000 tonnes de charbon transitaient chaque année par le canal, dont la moitié pour Liverpool. En 1835, par comparaison, la ligne Liverpool-Manchester transportait 116 000 tonnes de charbon.
Les travaux de l'historien anglais Tony Stuart Willan ont montré l'importance de la navigation fluviale aux XVIIe et XVIIIe siècles en Grande-Bretagne, et sa grande complémentarité avec le cabotage puis avec la circulation marchande sur les canaux à partir de la seconde partie du XVIIIe siècle.